# Marie Vigoreaux
Marie Vigoreaux, född 1639, död 6 maj 1679, var en fransk siare och giftmördare. Hon var en av de åtalade i den berömda Giftmordsaffären.

## Biografi
Vigoreaux var gift med en damskräddare och hade själv varit amma åt flera medlemmar av adeln innan hon blev spåkvinna. Hon specialiserade sig på att läsa i händer, blev mycket framgångsrik och uppträdde på aristokratins fester. Primi Visconti som en gång blev spådd av henne beskrev henne som intelligent och skicklig, och att den mest bildade man inte skulle ha kunnat förutsäga och konstruera hans framtid lika trovärdigt som henne. 

### Giftmordsaffären
Det var Vigoreaux som i slutet av 1678 stod värd för den fest där Marie Bosse och en advokat Perrin fanns bland gästerna, och där Bosse under berusning utbrast att hon hade så många förmögna kunder som beställde giftmord att hon snart kunde pensionera sig. Den 4 januari 1679 blev både hon och Marie Bosse arresterade. Hon konstaterades då ha en stark förbindelse till familjen Bosse, eftersom hon hade haft sexuella relationer till samtliga av familjens medlemmar, inklusive Marie Bosses avlidne make. Inför hotet om tortyr upprättade familjen Bosse och Vigoreaux en lista på sina kunder, vilket ledde till en våg av arresteringar.  
Vigoreaux bekände att Marguerite de Poulaillon hade varit hennes kund, och hon blev därmed den som drog in denna i processen. Då Poulaillon hade uttryckt en önskan att bli änka, hade hon refererat henne till Bosse, som försökt förgifta en skjorta åt Poulaillons make. I december 1678 hade Poulaillon återigen anlitat Vigoreaux och Bosse för samma skäl, och i januari 1679 hade Vigoreaux och Bosse anlitat Anne Cheron och Francois Belot för att göra gift av en döende grodas urin. 
Adam Lesage framställde en rad anklagelser mot Vigoreaux. Hon och hennes make ska gemensamt ha anlitats av marskalk de Luxembourg för att mörda hans hustru och en affärskompanjon. Hennes make identifierade också Luxembourg i fängelset, även om han senare drog tillbaka identifikationen. Hon ska även ha anlitats av markis de Feuquieres för att göra honom oskadlig i strid med hjälp av magi och för att mörda en person som försökte hindra ett av honom önskat äktenskapsparti.   

### Efterspel
Den 4 maj 1679 ställdes Vigoreaux, Bosse och deras kund Ferry inför rätta och dömdes till döden genom bränning på bål. Vigoreaux och Bosse dömdes till föregående tortyr. Vigoreaux avled i ett tortyinstrument designat att krossa ben.    